# Jordan Thompson
Jordan Thompson (Sydney, 20 aprile 1994) è un tennista australiano.
Ha come migliori ranking ATP la 26ª posizione in singolare e la 3ª in doppio, raggiunte entrambe nel novembre 2024. Vanta nel circuito maggiore un titolo in singolare e otto in doppio, tra cui gli US Open 2024 in coppia con Max Purcell, con cui ha anche disputato la finale di Wimbledon 2024 e la semifinale alle ATP Finals 2024.
Ha inoltre raggiunto con la squadra australiana di Coppa Davis la finale nell'edizione 2022 e 2023.

## Carriera

### Juniores
Fa il suo esordio nell'ITF Junior Circuit nel 2008 e vi gioca per 4 anni vincendo tre titoli in singolare e cinque in doppio, tutti in tornei minori. Il suo risultato più significativo nei tornei di Grade A lo ottiene nel settembre 2012 alla sua ultima apparizione tra gli juniores, quando arriva in finale con Nick Kyrgios al torneo di doppio degli US Open e vengono sconfitti da Kyle Edmund / Frederico Ferreira Silva. Grazie a questo risultato, in ottobre raggiunge il suo best ranking da juniores al 18º posto della classifica mondiale.

### 2013-2015, primi titoli ITF e Challenger
Debutta tra i professionisti con una sconfitta nel gennaio 2013 e vince il primo incontro la settimana successiva nelle qualificazioni dell'Australian Open, superando nel tiebreak decisivo il nº 273 ATP Nicolas Renavand. In luglio conquista il primo titolo nel Futures Austria F5 sconfiggendo in finale in tre set il tennista locale Patrick Ofner. Si ripete in settembre conquistando il titolo all'Australia F8. Grazie a una wild card, nel gennaio 2014 fa il suo debutto nel main draw di un torneo dello Slam all'Australian Open e viene sconfitto al primo turno dal nº 20 del mondo Jerzy Janowicz dopo essere stato in vantaggio di 2 set a 0. In agosto raggiunge la sua prima finale in un torneo del circuito Challenger a Bangkok e soccombe in due set a Chung Hyeon. Nel marzo 2015 vince il primo titolo Challenger nel torneo di doppio a Kyoto. In autunno perde le finali di singolare nei Challenger di Città di Ho Chi Minh e Traralgon.

### 2016, primi titoli Challenger in singolare, primi incontri vinti nei tornei ATP e top 100 del ranking
Nel gennaio 2016 esordisce in un tabellone principale ATP a Sydney e supera il 1º turno per il ritiro dell'avversario prima di perdere al secondo turno. Dopo che aveva perso altre due finali nell'autunno del 2015, il 28 febbraio 2016 vince il primo titolo Challenger in singolare a Cherbourg superando in finale in tre set Adam Pavlásek. Il 1º maggio sconfigge nella finale dell'Anning Challenger Mathias Bourgue e il giorno dopo fa il suo ingresso nella top 100 del ranking, in 90ª posizione. Entra nel tabellone del Roland Garros con una wild card e vince il suo primo incontro in uno Slam battendo Laslo Đere; al secondo turno viene sconfitto per 12-10 al quinto set dalla testa di serie nº 27 Ivo Karlović dopo 4 ore e mezza di gioco. Nelle qualificazioni del torneo ATP di Nottingham batte per la prima volta un top 100, il nº 80 Marsel İlhan, ma non riesce ad accedere al tabellone principale. In luglio vince il suo primo incontro in un main draw ATP a Washington piegando in due set il nº 74 ATP Víctor Estrella Burgos. Viene chiamato a difendere i colori dell'Australia ai Giochi di Rio de Janeiro in agosto, viene schierato in singolare ed esce al primo turno. Verso fine anno vince i tornei di singolare nei Challenger di Città di Ho Chi Minh e Traralgon, nei quali l'anno prima si era fermato alle finali.

### 2017-2018, primo titolo ATP in doppio, esordio in Coppa Davis, vittoria su Andy Murray

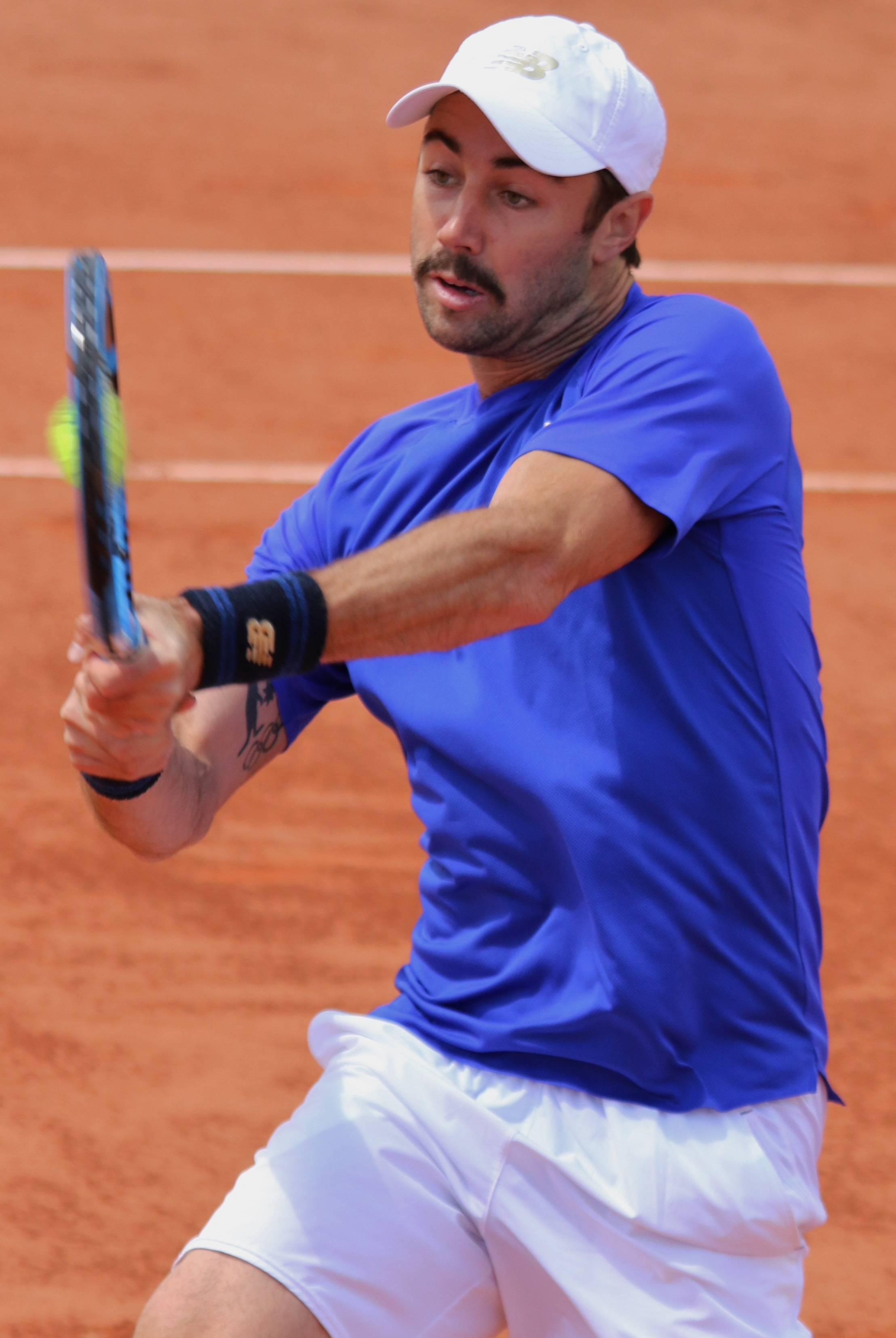
Il rovescio a due mani di Thompson al Roland Garros 2019.

Conquista il suo primo titolo nell'ATP Tour l'8 gennaio 2017 vincendo in coppia con Thanasi Kokkinakis il torneo di doppio a Brisbane, sconfiggendo in finale Gilles Müller / Sam Querrey per 7-6(7), 6-4. Sempre a Brisbane sconfigge a sorpresa in singolare il nº 21 del mondo David Ferrer e ai suoi primi quarti di finale ATP raccoglie solo 2 giochi contro Kei Nishikori. Subito dopo vince per la prima volta nel tabellone principale dell'Australian Open eliminando João Sousa. In febbraio esordisce nella squadra australiana per la sfida di Coppa Davis contro la Repubblica Ceca e vince entrambi gli incontri in singolare in cui viene impiegato. In giugno ottiene la sua vittoria più significativa battendo in due set il nº 1 del mondo Andy Murray sull'erba del Queen's di Londra prima di uscire al secondo turno. Agli US Open supera per la prima volta il primo turno battendo in 5 parziali la testa di serie nº 16 Jack Sock e sempre al quinto set viene eliminato al secondo da Thomas Fabbiano. Nel 2018 vince un solo incontro nel circuito maggiore ma si distingue nel circuito Challenger nel quale raggiunge otto finali in singolare e una in doppio, aggiudicandosi quelle in singolare di Chennai, Traralgon e Canberra.

### 2019-2020, prima finale ATP e 43º del ranking in singolare
All'inizio del 2019 raggiunge i quarti nei tornei di Sydney e New York, mentre in marzo si spinge per la prima volta fino al quarto turno in un Masters 1000 al Miami Open superando il nº 12 ATP Karen Chačanov e il 29 Grigor Dimitrov. Al Roland Garros ottiene il suo miglior risultato arrivando al terzo turno, dove viene sconfitto in tre set da Juan Martín del Potro. La sua prima finale ATP in singolare arriva il 16 giugno sull'erba di 's-Hertogenbosch e cede in due set ad Adrian Mannarino. Due settimane dopo perde al tiebreak del set decisivo contro Miomir Kecmanović la semifinale ad Antalya. Grazie a questi risultati, il 15 luglio 2019 raggiunge il 43º posto mondiale, suo nuovo best ranking. Nel febbraio 2020 torna nei quarti a New York dopo aver battuto nel secondo turno l'idolo locale e nº 18 ATP John Isner. In settembre ottiene il miglior risultato in una prova del Grande Slam raggiungendo il quarto turno agli US Open; dopo aver sconfitto Stefano Travaglia, Jahor Herasimaŭ e Michail Kukuškin viene eliminato da Borna Ćorić. A fine stagione si prende la rivincita eliminando il nº 24 del mondo Ćorić al secondo turno del Paris Masters e al terzo viene battuto da Rafael Nadal.

### 2021, una finale ATP in doppio
Inizia il 2021 raggiungendo i quarti al Great Ocean Road Open di Melbourne e rimarrà l'unico risultato significativo di inizio stagione, non supera mai il secondo turno nei tornei successivi e a metà giugno, dopo l'eliminazione al primo turno al Roland Garros, scende all'81ª posizione del ranking. Torna a mettersi in luce a inizio estate nei tornei sull'erba raggiungendo i quarti di finale a Maiorca e soprattutto il terzo turno a Wimbledon, dove elimina il nº 14 ATP Casper Ruud e Kei Nishikori. Al successivo ATP 250 di Newport si spinge fino in semifinale sia in singolare che nel torneo di doppio, nel quale dà forfait prima dell'incontro che assegna la finale. Viene eliminato nei quarti di finale da Brandon Nakashima sia Los Cabos che ad Atlanta, e in agosto risale al 62º posto del ranking. Ad Atlanta raggiunge la finale in doppio e in coppia con Steve Johnson viene sconfitto al terzo set da Reilly Opelka / Jannik Sinner. L'ultimo risultato di rilievo in stagione è il secondo turno raggiunto agli US Open, dove perde al quinto set contro Aslan Karacev dopo aver vinto i primi due parziali.

### 2022, finale di Coppa Davis, due titoli Challenger
Non va oltre il secondo turno nei primi due tornei stagionali e agli Australian Open esce al primo turno per mano di Steve Johnson, che si impone al quinto set. Torna a mettersi in evidenza all'ATP 250 di Dallas con i successi su Feliciano Lopez e Brandon Nakashima, e viene eliminato nei quarti da Jenson Brooksby. Non supera il secondo turno nei tornei successivi fino a giugno, quando, eliminato al primo turno al Roland Garros, inizia subito la stagione sull'erba al Challenger 125 di Surbiton e vince il torneo superando in finale Denis Kudla; torna così ad aggiudicarsi un titolo dopo oltre tre anni e mezzo. Sconfitto in finale al successivo Challenger 125 di Nottingham da Daniel Evans, esce di scena al secondo turno a Wimbledon per mano di Stefanos Tsitsipas. Non consegue risultati di rilievo nei tornei successivi, a inizio agosto scende alla 114ª posizione ATP e viene eliminato al secondo turno anche agli US Open. A settembre vince un altro torneo Challenger a Columbus battendo in finale Emilio Gómez. Superando nei quarti Tallon Griekspoor contribuisce a raggiungere la finale di Coppa Davis – nella quale non viene schierato – persa contro il Canada.

### 2023, un titolo ATP in doppio, una finale ATP in singolare e vittoria su un top 3
Vince solo 2 dei primi 7 incontri stagionali nel circuito ATP e a fine febbraio si aggiudica il Georgia's Rome Challenger. Desta sensazione la sua vittoria al secondo turno di Indian Wells sul nº 3 del mondo Stefanos Tsitsipas, e viene eliminato al turno successivo. Il 9 aprile si aggiudica il titolo in doppio all'ATP di Houston in coppia con Max Purcell, sconfiggendo in finale Julian Cash / Henry Patten per 4-6, 6-4, [10-5]. Il mese dopo vince il torneo di singolare al Challenger di Gwangju con il successo in finale sullo stesso Purcell. Sconfitto in semifinale da Andy Murray a Surbiton, dov'era campione uscente, esce dalla top 100. Vi fa subito rientro raggiungendo a 's-Hertogenbosch la sua prima finale in singolare nel circuito ATP, nella quale cede a Tallon Griekspoor con il punteggio di 7-6, 6-7, 3-6; raggiunge inoltre la semifinale nel torneo di doppio con Alex de Minaur e si ritirano prima di giocarla.
Eliminato al secondo turno in singolare e con Purcell al terzo turno a Wimbledon, a fine luglio perdono dopo due tie break la finale all'Atlanta Open contro Nathaniel Lammons / Jackson Withrow. Al Washington Open elimina i top 30 Adrian Mannarino e Christopher Eubanks ed esce nei quarti di finale per mano di Taylor Fritz. Sconfitto in tre set da Carlos Alcaraz al secondo turno del Cincinnati Open, a fine torneo rientra nella top 50. Torna in evidenza a Chengdu raggiungendo i quarti ed è costretto al ritiro durante il match con Roman Safiullin. L'ultimo risultato di rilievo è la vittoria a Tokyo contro il nº 9 ATP Alexander Zverev e al secondo turno viene eliminato da Ben Shelton. A novembre fa la sua unica apparizione nella Coppa Davis 2023 nel match perso contro Tomas Machac nei quarti di finale, l'Australia supera comunque e i cechi e finirà sconfitta in finale dall'Italia.

### 2024, primo titolo ATP e 26º al mondo in singolare; primo titolo agli US Open e in un Masters 1000, finale a Wimbledon, semifinale alle Finals e 3º in doppio
Fa il suo esordio stagionale al Brisbane International e perde in semifinale contro Grigor Dimitrov dopo aver eliminato nei quarti il rientrante Rafael Nadal; nel torneo di doppio dà forfait dopo aver raggiunto la semifinale e rientra nella top 100. Non va oltre il secondo turno agli Australian Open. A febbraio vince il doppio al Dallas Open in coppia con Purcell battendo nel set decisivo in finale William Blumberg / Rinky Hijikata e porta il miglior ranking al 68º posto, con il quarto turno raggiunto in singolare migliora il best ranking anche in questa specialità salendo alla 42ª posizione. Nel periodo successivo continua a scalare le classifiche, a fine mese trionfa al Los Cabos Open in doppio con Purcell – sconfiggendo Escobar / Nedovjesov – e soprattutto conquista il primo titolo ATP in singolare, in semifinale infligge una nuova sconfitta al top 10 Alexander Zverev e in finale ha la meglio sul nº 12 ATP Casper Ruud per 6-3, 7-6. A fine torneo diventa il 32º al mondo in singolare e il 61º in doppio.
Raccoglie un altro trionfo in aprile imponendosi con Purcell su William Blumberg / John Peers nella finale di Houston, dove erano campioni uscenti. A maggio si aggiudica il primo titolo in un Masters 1000 al Madrid Open, gioca in coppia con Sebastian Korda e al primo turno eliminano i numeri 1 e 2 del mondo Matthew Ebden / Rohan Bopanna, in finale hanno la meglio su Ariel Behar / Adam Pavlásek per 6-3, 7-6 e a fine torneo porta il miglior ranking al 36º posto mondiale. Continua l'ascesa raggiungendo con Purcell il terzo turno al Roland Garros. Sconfitto in semifinale ai Queen's Club Championships da Lorenzo Musetti, disputa la prima finale in una prova del Grande Slam con Purcell al torneo di doppio a Wimbledon grazie al successo in semifinale sui numeri due del mondo Marcel Granollers / Horacio Zeballos. Vengono sconfitti da Harri Heliövaara / Henry Patten per 7-6, 6-7, 6-7 dopo aver sprecato 3 match-point e con questo risultato Thompson sale alla 23ª posizione mondiale.
Perde la finale all'Atlanta Open contro Yoshihito Nishioka dopo aver vinto il primo set, esce quindi in semifinale al Washington Open per mano di Sebastian Korda ed entra nella top 30; raggiunge la semifinale anche in doppio, dà forfait prima di giocare il match e fa il suo ingresso nella top 20; si porta al 13º posto anche se non supera il secondo turno nei due Masters 1000 estivi americani. Nel singolare di questi ultimi tornei supera il top 30 Jack Draper ed esce al secondo turno a Montreal, mentre a Cincinnati dà forfait dopo aver eliminato i top 20 Ugo Humbert e Sebastián Báez. Di nuovo con Purcell, vince il primo titolo del Grande Slam agli US Open, eliminano nei quarti i numeri 1 del mondo Granoller / Zeballos e in finale hanno la meglio per 6-4, 7-6 su Kevin Krawietz / Tim Pütz. In singolare sconfigge il top 10 Hubert Hurkacz ed esce di scena al quarto turno. A fine torneo si trova al 29º posto nel ranking di singolare e al 7º in doppio. Nella fase a gruppi delle Finals di Coppa Davis viene sconfitto in singolare nell'ultima sfida persa contro la Spagna, con entrambe le squadre già qualificate ai quarti.
All'ATP 500 di Tokyo elimina il nº 9 del mondo Casper Ruud, esce al secondo turno e sale al 28º posto del ranking. Nonostante rinunci a giocare i quarti nel torneo di doppio, due settimane più tardi si ritrova al 5º posto mondiale. Al Paris Masters raggiunge la semifinale in doppio e i quarti di finale in singolare, persi in due set contro Ugo Humbert, dopo il torneo migliora ulteriormente il suo ranking in singolare salendo al 26º posto. Si qualifica alle Finals con il quinto posto nella race insieme a Max Purcell, la coppia raggiunge le semifinali e viene eliminata in tre set dai futuri vincitori del torneo Kevin Krawietz / Tim Pütz. Migliora così il suo ranking in doppio salendo al 3º posto. Nelle Finals di Coppa Davis si impone in doppio nei quarti conquistando con Matthew Ebden il punto decisivo contro gli Stati Uniti. Non gioca la semifinale persa 2-0 contro l'Italia dopo le sconfitte dei due singolaristi australiani. A dicembre, il suo abituale partner di doppio Purcell viene sospeso per doping e nell'aprile 2025  gli verrà inflitta una squalifica di 18 mesi.

### 2025, finale a Indian Wells in doppio
Si infortuna a un polpaccio al Brisbane International e poi a un piede agli Australian Open, deve quindi prendersi un periodo di convalescenza e scende in entrambi i ranking, in particolare esce dalla top 10 di doppio. Torna alle competizioni a marzo all'Indian Wells Open e fa subito rientro nella top 10 raggiungendo con Sebastian Korda la finale di doppio, persa in due set contro Mate Pavić / Marcelo Arévalo. Al Miami Open si spinge fino al terzo turno in singolare e ai quarti di finale in doppio. Nel periodo successivo si infortuna di nuovo, questa volta agli adduttori della gamba destra, gioca pochi tornei, raccoglie soprattutto sconfitte e scende in entrambi i ranking.
In doppio esce al primo turno al Roland Garros e si mantiene nella top 10 vincendo il successivo ATP 250 sull'erba del Rosmalen Open in coppia con Matthew Ebden. Raggiunge per la prima volta il quarto turno in singolare a Wimbledon e si ritira a causa di un infortunio alla gamba durante il match contro Taylor Fritz. Deve quindi dare forfait prima di giocare il terzo turno in doppio ed esce dalla top 10.

## Statistiche

### Singolare

#### Vittorie (1)
| Legenda              |
| Grande Slam (0)      |
| ATP Finals (0)       |
| ATP Masters 1000 (0) |
| ATP Tour 500 (0)     |
| ATP Tour 250 (1)     |

| N. | Data             | Torneo                    | Superficie | Avversario in finale | Punteggio   |
| 1. | 25 febbraio 2024 | Los Cabos Open, Los Cabos | Cemento    | Casper Ruud          | 6–3, 7–6(4) |

#### Finali perse (3)
| Legenda              |
| Grande Slam (0)      |
| ATP Finals (0)       |
| ATP Masters 1000 (0) |
| ATP Tour 500 (0)     |
| ATP Tour 250 (3)     |

| N. | Data           | Torneo                              | Superficie | Avversario in finale | Punteggio           |
| 1. | 16 giugno 2019 | Rosmalen Open, 's-Hertogenbosch     | Erba       | Adrian Mannarino     | 6(7)–7, 3–6         |
| 2. | 18 giugno 2023 | Rosmalen Open, 's-Hertogenbosch (2) | Erba       | Tallon Griekspoor    | 7–6(4), 6(3)–7, 3–6 |
| 3. | 28 luglio 2024 | Atlanta Open, Atlanta               | Cemento    | Yoshihito Nishioka   | 6–4, 6(2)–7, 2–6    |

### Doppio

#### Vittorie (8)
| Legenda              |
| Grande Slam (1)      |
| ATP Finals (0)       |
| ATP Masters 1000 (1) |
| ATP Tour 500 (0)     |
| ATP Tour 250 (6)     |

| N. | Data             | Torneo                                           | Superficie    | Compagno           | Avversari in finale                  | Punteggio        |
| 1. | 8 gennaio 2017   | Brisbane International, Brisbane                 | Cemento       | Thanasi Kokkinakis | Gilles Müller Sam Querrey            | 7–6(7), 6–4      |
| 2. | 9 aprile 2023    | U.S. Men's Clay Court Championships, Houston     | Terra marrone | Max Purcell        | Julian Cash Henry Patten             | 4–6, 6–4, [10–5] |
| 3. | 11 febbraio 2024 | Dallas Open, Dallas                              | Cemento (i)   | Max Purcell        | William Blumberg Rinky Hijikata      | 6–4, 2–6, [10–8] |
| 4. | 25 febbraio 2024 | Los Cabos Open, Los Cabos                        | Cemento       | Max Purcell        | Gonzalo Escobar Oleksandr Nedovyesov | 7–5, 7–6(2)      |
| 5. | 6 aprile 2024    | U.S. Men's Clay Court Championships, Houston (2) | Terra marrone | Max Purcell        | William Blumberg John Peers          | 7–5, 6–1         |
| 6. | 4 maggio 2024    | Madrid Open, Madrid                              | Terra rossa   | Sebastian Korda    | Ariel Behar Adam Pavlásek            | 6–3, 7–6(7)      |
| 7. | 7 settembre 2024 | US Open, New York                                | Cemento       | Max Purcell        | Kevin Krawietz Tim Pütz              | 6–4, 7–6(4)      |
| 8. | 15 giugno 2025   | Rosmalen Open, 's-Hertogenbosch                  | Erba          | Matthew Ebden      | Julian Cash Lloyd Glasspool          | 6–4, 3–6, [10–7] |

#### Finali perse (4)
| Legenda              |
| Grande Slam (1)      |
| ATP Finals (0)       |
| ATP Masters 1000 (1) |
| ATP Tour 500 (0)     |
| ATP Tour 250 (2)     |

| N. | Data           | Torneo                          | Superficie | Compagno        | Avversari in finale               | Punteggio              |
| 1. | 1º agosto 2021 | Atlanta Open, Atlanta           | Cemento    | Steve Johnson   | Reilly Opelka Jannik Sinner       | 4–6, 7–6(6), [3–10]    |
| 2. | 30 luglio 2023 | Atlanta Open, Atlanta (2)       | Cemento    | Max Purcell     | Nathaniel Lammons Jackson Withrow | 6(3)–7, 6(4)–7         |
| 3. | 13 luglio 2024 | Torneo di Wimbledon, Londra     | Erba       | Max Purcell     | Harri Heliövaara Henry Patten     | 7–6(7), 6(8)–7, 6(9)–7 |
| 4. | 15 marzo 2025  | Indian Wells Open, Indian Wells | Cemento    | Sebastian Korda | Mate Pavić Marcelo Arévalo        | 3–6, 4–6               |

### Tornei minori

#### Singolare

##### Vittorie (16)
| Legenda         |
| Challenger (11) |
| Futures (5)     |

| N.  | Data              | Torneo                                  | Superficie  | Avversari in finale | Punteggio     |
| 1.  | 28 luglio 2013    | Austria F5, Bad Waltersdorf             | Terra rossa | Patrick Ofner       | 1–6, 6–4, 6–0 |
| 2.  | 29 settembre 2013 | Australia F8, Alice Springs             | Cemento     | Yuichi Ito          | 6–4, 6–1      |
| 3.  | 29 marzo 2015     | Australia F4, Melbourne                 | Terra rossa | Jose Rubin Statham  | 6–1, 7–5      |
| 4.  | 9 agosto 2015     | Thailand F6, Bangkok                    | Cemento     | Chen Ti             | 6–2, 6–2      |
| 5.  | 16 agosto 2015    | Thailand F7, Bangkok                    | Cemento     | Chen Ti             | 6–0, 3–6, 6–2 |
| 6.  | 28 febbraio 2016  | Challenger de Cherbourg, Cherbourg      | Cemento     | Adam Pavlásek       | 4–6, 6–4, 6–1 |
| 7.  | 1 maggio 2016     | Anning Challenger, Anning               | Terra rossa | Mathias Bourgue     | 6–3, 6–2      |
| 8.  | 16 ottobre 2016   | Vietnam Open, Città di Ho Chi Minh      | Cemento     | Gō Soeda            | 5–7, 7–5, 6–1 |
| 9.  | 30 ottobre 2016   | Traralgon Challenger, Traralgon         | Cemento     | Grega Žemlja        | 6–1, 6–2      |
| 10. | 17 febbraio 2018  | Chennai Open Challenger, Chennai        | Cemento     | Yuki Bhambri        | 7–5, 3–6, 7–5 |
| 11. | 28 ottobre 2018   | Traralgon Challenger, Traralgon         | Cemento     | Yoshihito Nishioka  | 6–3, 6–4      |
| 12. | 4 novembre 2018   | Canberra Tennis International, Canberra | Cemento     | Nicola Kuhn         | 6–1, 5–7, 6–4 |
| 13. | 5 giugno 2022     | Surbiton Trophy, Surbiton               | Erba        | Denis Kudla         | 7–5, 6–3      |
| 14. | 25 settembre 2022 | Columbus Challenger II, Columbus        | Cemento     | Emilio Gómez        | 7–6(6), 6–2   |
| 15. | 26 febbraio 2023  | Georgia's Rome Challenger, Rome         | Cemento (i) | Alex Michelsen      | 6–4, 6–2      |
| 16. | 7 maggio 2023     | Gwangju Open, Gwangju                   | Cemento     | Max Purcell         | 6–3, 6–2      |

##### Finali perse (16)
| Legenda         |
| Challenger (13) |
| Futures (3)     |

| N.  | Data              | Torneo                                | Superficie      | Avversari in finale | Punteggio           |
| 1.  | 12 ottobre 2013   | Australia F9, Sydney                  | Cemento         | Greg Jones          | 6–3, 5–7, 1–6       |
| 2.  | 2 marzo 2014      | Australia F2, Port Pirie              | Cemento (i)     | Luke Saville        | 2–6, 1–3, rit.      |
| 3.  | 25 maggio 2014    | Croatia F10, Bol                      | Terra rossa     | Maverick Banes      | 6(5)–7, 6–4, 3–6    |
| 4.  | 31 agosto 2014    | Bangkok Challenger, Bangkok           | Cemento         | Hyeon Chung         | 6(4)–7, 4–6         |
| 5.  | 18 ottobre 2015   | Vietnam Open, Città di Ho Chi Minh    | Cemento         | Saketh Myneni       | 5–7, 3–6            |
| 6.  | 1 novembre 2015   | Traralgon Challenger, Traralgon       | Cemento         | Matthew Ebden       | 5–7, 3–6            |
| 7.  | 11 giugno 2017    | Surbiton Trophy, Surbiton             | Erba            | Yūichi Sugita       | 6(7)–7, 6(8)–7      |
| 8.  | 30 luglio 2017    | Binghamton Challenger, Binghamton     | Cemento         | Cameron Norrie      | 4–6, 6–0, 4–6       |
| 9.  | 20 agosto 2017    | Vancouver Open, Vancouver             | Cemento         | Cedrik-Marcel Stebe | 0–6, 1–6            |
| 10. | 25 febbraio 2018  | All Japan Indoor Championships, Kyoto | Sintetico (i)   | John Millman        | 5–7, 1–6            |
| 11. | 6 maggio 2018     | Seoul Open Challenger, Seul           | Cemento         | Mackenzie McDonald  | 6–1, 4–6, 1–6       |
| 12. | 29 luglio 2018    | Binghamton Challenger, Binghamton     | Cemento         | Jay Clarke          | 7–6(6), 6(5)–7, 4–6 |
| 13. | 23 settembre 2018 | Columbus Challenger, Columbus         | Cemento (i)     | Michael Mmoh        | 3–6, 6(4)–7         |
| 14. | 21 ottobre 2018   | Calgary Challenger, Calgary           | Cemento (i)     | Ivo Karlović        | 6(3)–7, 3–6         |
| 15. | 28 aprile 2019    | ATP Challenger Nanchang, Nanchang     | Terra rossa (i) | Andrej Martin       | 4–6, 6–1, 3–6       |
| 16. | 12 giugno 2022    | Nottingham Open, Nottingham           | Erba            | Daniel Evans        | 4–6, 4–6            |

#### Doppio

##### Vittorie (10)
| Legenda        |
| Challenger (6) |
| Futures (4)    |

| N.  | Data             | Torneo                                      | Superficie    | Compagno          | Avversari in finale                 | Punteggio         |
| 1.  | 6 aprile 2014    | Australia F4, Melbourne                     | Terra rossa   | Bradley Mousley   | Adam Hubble Matt Reid               | w/o               |
| 2.  | 11 maggio 2014   | Croatia F8, Bol                             | Terra rossa   | Matthew Barton    | Tomislav Ternar Mike Urbanija       | 6–2, 6–3          |
| 3.  | 18 maggio 2014   | Croatia F9, Bol                             | Terra rossa   | Matthew Barton    | Tomislav Draganja Dino Marcan       | 6–2, 6–1          |
| 4.  | 25 maggio 2014   | Croatia F10, Bol                            | Cemento       | Matthew Barton    | Maverick Banes Gavin Van Peperzeel  | 2–6, 6–3, [10–3]  |
| 5.  | 1 marzo 2015     | All Japan Indoor Championships, Kyoto       | Sintetico     | Benjamin Mitchell | Gō Soeda Yasutaka Uchiyama          | 6–3, 6–2          |
| 6.  | 5 febbraio 2016  | Launceston Tennis International, Launceston | Cemento       | Luke Saville      | Dayne Kelly Matt Reid               | 6–1, 4–6, [13–11] |
| 7.  | 27 marzo 2016    | Pingshan Challenger, Shenzhen               | Cemento       | Luke Saville      | Jeevan Nedunchezhiyan Saketh Myneni | 3–6, 6–4, [12–10] |
| 8.  | 31 luglio 2016   | Lexington Challenger, Lexington             | Cemento       | Luke Saville      | Nicolaas Scholtz Tucker Vorster     | 6–2, 7–5          |
| 9.  | 6 novembre 2016  | Canberra Tennis International, Canberra     | Cemento       | Luke Saville      | Matt Reid John–Patrick Smith        | 6–2, 6–3          |
| 10. | 25 febbraio 2018 | All Japan Indoor Championships, Kyoto       | Sintetico (i) | Luke Saville      | Gō Soeda Yasutaka Uchiyama          | 6–3, 5–7, [10–6]  |

##### Finali perse (4)
| Legenda        |
| Challenger (1) |
| Futures (3)    |

| N. | Data           | Torneo                      | Superficie | Compagno          | Avversari in finale                  | Punteggio        |
| 1. | 2 marzo 2014   | Australia F2, Port Pirie    | Cemento    | Bradley Mousley   | Maverick Banes Gavin Van Peperzeel   | 3–6, 3–6         |
| 2. | 9 agosto 2015  | Thailand F6, Bangkok        | Cemento    | Benjamin Mitchell | Toshihide Matsui Christopher Rungkat | 6–4, 3–6, [9–11] |
| 3. | 4 ottobre 2015 | Australia F6, Alice Springs | Cemento    | Alex Bolt         | Li Zhe Gao Xin                       | 6–3, 3–6, [1–10] |
| 4. | 13 agosto 2017 | Aptos Challenger, Aptos     | Cemento    | Alex Bolt         | Jonathan Erlich Neal Skupski         | 3–6, 6–2, [8–10] |

## Risultati in progressione
| Sigla | Risultato               |
| ----- | ----------------------- |
| V     | Vincitore               |
| F     | Finalista               |
| SF    | Semifinalista           |
| O     | Oro olimpico            |
| A     | Argento olimpico        |
| SF    | Bronzo olimpico         |
| QF    | Quarti di Finale        |
| 4T    | Quarto turno            |
| 3T    | Terzo turno             |
| 2T    | Secondo turno           |
| 1T    | Primo turno             |
| RR    | Round Robin             |
| LQ    | Turno di qualificazione |
| A     | Assente                 |
| ND    | Non disputato           |

| Legenda superfici    |
| -------------------- |
| Cemento              |
| Terra battuta        |
| Erba                 |
| Superficie variabile |

### Singolare
| Torneo             | 2013 | 2014 | 2015 | 2016 | 2017 | 2018 | 2019 | 2020 | 2021 | 2022 | 2023 | 2024 | 2025 | V–S   |
| ------------------ | ---- | ---- | ---- | ---- | ---- | ---- | ---- | ---- | ---- | ---- | ---- | ---- | ---- | ----- |
| Tornei Grande Slam |      |      |      |      |      |      |      |      |      |      |      |      |      |       |
| Australian Open    | Q2   | 1T   | 1T   | 1T   | 2T   | 1T   | 2T   | 2T   | 1T   | 1T   | 1T   | 2T   | 2T   | 5–12  |
| Roland Garros      | A    | A    | Q1   | 2T   | 1T   | 1T   | 3T   | 1T   | 1T   | 1T   | 1T   | 1T   | 1T   | 3–10  |
| Wimbledon          | A    | A    | A    | 1T   | 1T   | 1T   | 1T   | ND   | 3T   | 2T   | 2T   | 2T   | 4T   | 8–9   |
| US Open            | A    | A    | A    | 1T   | 2T   | 1T   | 2T   | 4T   | 2T   | 2T   | 1T   | 4T   |      | 10–9  |
| Vittorie–Sconfitte | 0–0  | 0–1  | 0–1  | 1–4  | 2–4  | 0–4  | 4–4  | 4–3  | 3–4  | 2–4  | 1–4  | 5–4  | 4–3  | 26–40 |

### Doppio
| Torneo             | 2013 | 2014 | 2015 | 2016 | 2017 | 2018 | 2019 | 2020 | 2021 | 2022 | 2023 | 2024 | 2025 | V–S   |
| ------------------ | ---- | ---- | ---- | ---- | ---- | ---- | ---- | ---- | ---- | ---- | ---- | ---- | ---- | ----- |
| Tornei Grande Slam |      |      |      |      |      |      |      |      |      |      |      |      |      |       |
| Australian Open    | A    | 2T   | A    | A    | 1T   | 1T   | 1T   | 1T   | A    | 1T   | 2T   | 2T   | A    | 3–8   |
| Roland Garros      | A    | A    | A    | A    | 3T   | A    | 1T   | 2T   | 1T   | 2T   | A    | 3T   | 1T   | 6–7   |
| Wimbledon          | A    | A    | A    | 2T   | 2T   | A    | 2T   | ND   | 1T   | 2T   | 3T   | F    | 3T   | 13–7  |
| US Open            | A    | A    | A    | A    | 3T   | A    | 1T   | A    | 1T   | A    | 1T   | V    |      | 8–4   |
| Vittorie–Sconfitte | 0–0  | 1–1  | 0–0  | 1–1  | 5–4  | 0–1  | 1–4  | 1–2  | 0–3  | 2–3  | 3–3  | 14–3 | 2–1  | 30–26 |

## Vittorie su giocatori top 10
| Stagione | 2017 | 2018 | 2019 | 2020 | 2021 | 2022 | 2023 | 2024 | Totale |
| -------- | ---- | ---- | ---- | ---- | ---- | ---- | ---- | ---- | ------ |
| Vittorie | 1    | 0    | 0    | 0    | 0    | 0    | 2    | 4    | 7      |

| #    | Giocatore            | Rank | Torneo                             | Superficie | Turno | Punteggio           |
| ---- | -------------------- | ---- | ---------------------------------- | ---------- | ----- | ------------------- |
| 2017 |                      |      |                                    |            |       |                     |
| 1.   | Andy Murray          | 1    | Queen's Club Championships, Londra | Erba       | 1T    | 7–6(4), 6–2         |
| 2023 |                      |      |                                    |            |       |                     |
| 2.   | Stefanos Tsitsipas   | 3    | Indian Wells Open                  | Cemento    | 2T    | 7–6(0), 4–6, 7–6(5) |
| 3.   | Alexander Zverev     | 9    | Japan Open, Tokyo                  | Cemento    | 1T    | 6–3, 6–4            |
| 2024 |                      |      |                                    |            |       |                     |
| 4.   | Alexander Zverev (2) | 6    | Los Cabos Open, Los Cabos          | Cemento    | SF    | 7–5, 4–6, 7–6(2)    |
| 5.   | Hubert Hurkacz       | 7    | US Open, New York                  | Cemento    | 2T    | 7–6(2), 6–1, 7–5    |
| 6.   | Casper Ruud          | 9    | Japan Open, Tokyo                  | Cemento    | 1T    | 7–6(5), 6–1         |
| 7.   | Casper Ruud (2)      | 8    | Paris Masters, Parigi              | Cemento    | 2T    | 7–6(3), 3–6, 6–4    |